# Tchouvatch slovaque
Le tchouvatch slovaque (Slovenský čuvač en slovaque), parfois simplement appelé cuvac, est une race de chiens originaire de Slovaquie. Race traditionnellement utilisée dans les Hautes Tatras pour garder les moutons, la sélection du tchouvatch slovaque a commencé dans les années 1930. La race est rare.
Le tchouvatch slovaque est un chien de montagne de grande taille, très imposant et massif. La robe est très fournie en longs poils blancs. 

## Dénomination
Le mot čuvač signifie « entendre » en slovaque.

## Historique
Les chiens de montagne seraient issus de chien ressemblant aux Dogues du tibet importés au fil des échanges et invasions asiatiques. Le tchouvatch slovaque est un chien adapté au climat des montagnes des Tatras dans les Carpates. C'est un chien utilisé pour la garde des moutons, prêt à lutter contre les ours et les loups. La couleur de la robe, uniformément blanche, est traditionnellement sélectionnée pour ne pas le confondre avec les animaux sauvages dans la nuit,. 
Dans les années 1930, Antonin Hrůza, professeur de médecine vétérinaire à Brno, commence l'élevage sélectif de ce chien de berger traditionnellement utilisé dans les Hautes Tatras. La première association d'élevage, dotée de son propre registre d'élevage, est créée en Slovaquie en 1933. Le 14 août 1965, la race est reconnue par la Fédération cynologique internationale lors de son assemblée générale à Prague.
Le tchouvatch slovaque est considéré comme un patrimoine traditionnel de Slovaquie, tout comme le cheval huçul. En France, la race est très rare avec très peu d'inscriptions au livre des origines français : 1 seule inscription en 1988, 1992, 1993, 1998, 2000, 2007 et 2011 et cinq inscriptions en 2012.

## Standard

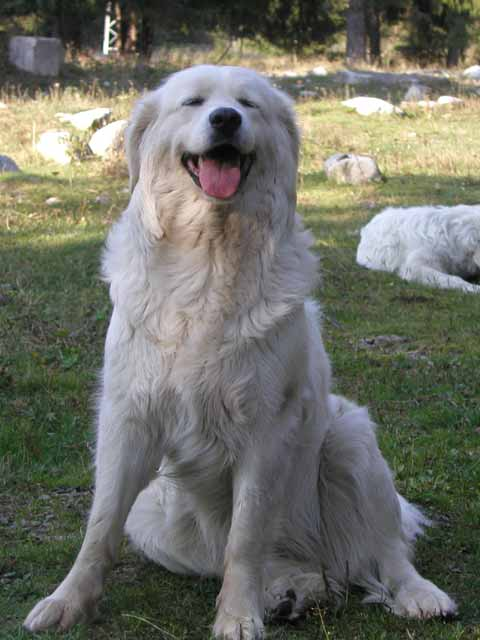
Le poil forme une crinière autour du cou.

Le tchouvatch slovaque est un chien de grande taille de type chien de montagne de constitution massive et imposante. La hauteur au garrot est de 62 à 70 cm pour les mâles et de 59 à 65 cm pour les femelles. L'ossature est robuste. Le corps est inscrit dans un rectangle. Attachée bas, la queue à la forme d'un cigare droit et atteint la pointe du jarret. Au repos, elle est portée tombante et en arc au-dessus des reins en action. 
Le crâne de forme allongée est large, avec un sillon central peu profond. Le stop est bien marqué. La truffe est noire, sauf en été. Implantées haut, les oreilles de longueur moyenne sont mobiles en action. Elles sont bien appliquées contre la tête. Au repos, le bord inférieur arrondi atteint la hauteur des lèvres. Les yeux de couleur brun foncé sont de forme ovale et placés droits.
Le poil est double. Les poils de couverture mesurent de 5 à 15 cm et forment une crinière de poils longs autour du cou, surtout chez le mâle. Le sous-poil est fin et forme une couche épaisse jusqu'à la moitié ou les deux tiers des poils longs. Le sous-poil tombe en été. En dehors de la tête et des membres, la fourrure est épaisse, sans raie sur le dos et sans franges à la queue et aux cuisses. La robe est de couleur blanche. Une trace jaunâtre à la base des oreilles est admise, mais non souhaitable. Les taches jaunes nettes ne sont pas autorisées. 

## Races proches
Le tchouvatch slovaque ressemble beaucoup au kuvasz, race très similaire tant en morphologie qu'en histoire, élevée sur la partie hongroise des Carpates et voisine du Berger des Abruzzes. Mais la race la plus proche est certainement le berger des Tatras, élevé sur la partie polonaise des Tatras.

## Caractère
Le standard de la Fédération cynologique internationale décrit le tchouvatch slovaque comme une race fidèle et courageuse. 

## Utilité

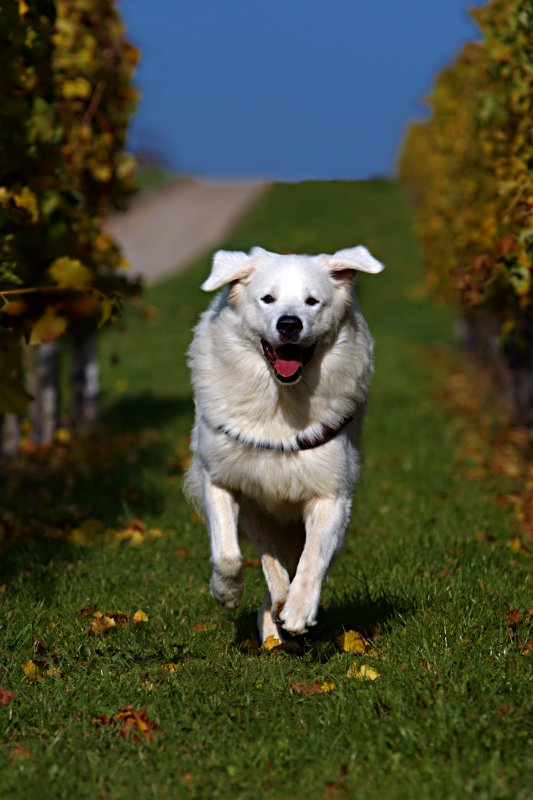
Tchouvatch slovaque.

Le tchouvatch slovaque est un chien de berger qui garde traditionnellement les moutons contre les ours et les loups.